# Ян Кшиштоф Бучацький-Творовський
Ян Кшиштоф Бучацький-Творовський (Творовський з Бучача), пол. Jan Krzysztof Buczacki, Jan Krzysztof Buczacki-Tworowski, 1572–1602) — польський шляхтич гербу Пилява, дипломат.

## Життєпис
За даними польського геральдиста Адама Бонецького і кс. Садока Баронча, був сином шляхтича Миколая Бучацького-Творовського та його дружини, княжни Анни-Маґдалени Радзивілл — доньки Миколи Христофора Радзивіла (Чорного), віленського маршалка і канцлера великого литовського. Баронч вказував, що народився в 1572 році. Батьки були кальвіністами.
В юності вирушив на навчання до Риму. Вивчав звичаї поляків, литвинів; подорожуючи, звичаї країн, в яких перебував. До 1594 р. був досить відомим. Ймовірно, у цей час перейшов на католицький обряд. 1594 року разом зі Станіславом Мінським — воєводою ленчицьким — їздив до Риму у складі делегації для канонізації Яцека Одровонжа; 17 квітня 1594 Папа Римський Климент VIII здійснив обряд канонізації, Ян Кшиштоф подарував Папі дорогу клітку зі співочими птахами — той подякував… і випустив птахів на волю. Разом із вуєм — кардиналом Юрієм Радзивіллом (краківським єпископом) — їздив як посол до імператора Священної Римської Імперії Рудольфа II. Також був вправним військовиком, зокрема, брав участь у боях з турками на території Угорщини, з татарами під Галичем, в Молдавії проти військ Михая Хороброго.
Ставши дідичем Бучача, повернув старий фарний костел (фундатор — Міхал Авданць) для використання католикам (до цього був кальвінським збором), запровадив nabożeństwo św. Rożańca
Вів свою роту у складі війська під командуванням кам'янецького старости Яна Потоцького під час походу на Валахію 1600 року.

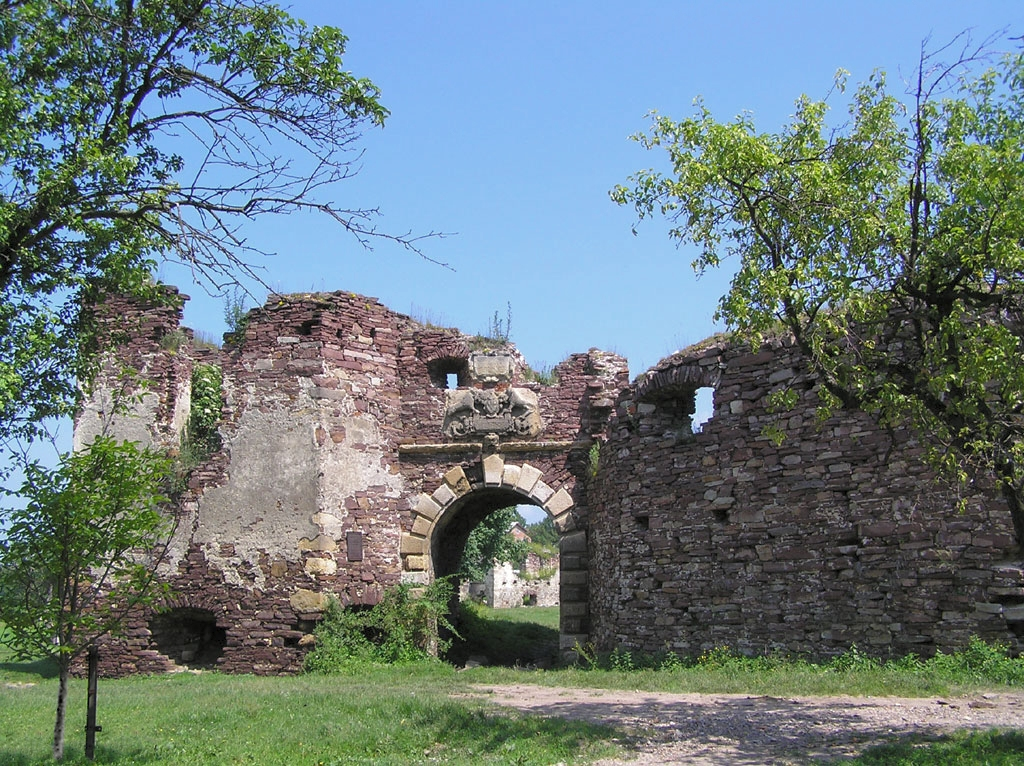
Підзамочок-замок

Був фундатором побудови замку в Підзамочку бл. 1600 р.
Помер у Бучачі в 1602 році. Був похований у старому фарному костелі Бучача (розібраний з дозволу львівського латинського архиєпископа перед спорудженням сучасного костелу Внебовзяття Пресвятої Діви Марії). За даними Шимона Старовольського, у Бучачі існував його надгробок з епітафією, який поставив брат Єжи Войцех (лат. Georgius Albertus). Текст епітафії:

Illustris et Magnificus Dominus D. Joannes Christophorus Buczacki in Buczacz ex Illustrissimis Nicolao Buczacki Succamerario terrarum Podoliae, Capitaneo Barensi et Anna Magdalena Radziwiłłowna de Olyka et Nieswież Ducissa parentibus natus, claritatem tantarum Natalium decore virtutum ornavit. In tenera enim aetate literarum studiis Senis et Romae excoluit animum, catholicaeque religioni abdicati haeresi, qua ab incunabilis ad dictissimus vixit, quo sibi Clementis VIII Pontificis Maximi amorum tantum promeruit, ut non solum legationis promovendae canonisationis S.Hyacinthi interfuit, sed etiam mysteriis ejusdem summa cum gratia adhibitus est. Tandem ad Caesarem Rudolphum legationis Illustrissimi Cardinali Georgii Radziwilii Episcopi Cracoviensis avunculi sui comes existens, reliquum juventutis in eximiis tam pietatis, quam fortitudinis exemplis editis consumpsit. Templum Buczaciae haereseos labe infectum catholicae fidei reconciliavit, ac sodalitate Smi Rosarii ornavit et auxit. In Ungaria strenue sese contra Turcarum hostem Christianirum gerendo, militiae tyrocinium deposuit. In Patriam reversus, primum ad Haliciam contra Tartaros, dein in Moldavia contra tyrannum fidelem Reipublicae navavit operam et tot virtutum insigniis relictis sibi, posterisque immortalem gloriam comparavit. Vixit annis 30 obiit Anno Domi(ni) 1602, Georgius Albertus Buczacki maestissimus Fratri desideratissimo posuit.
Каспер Несецький подав інформацію, що помер неодруженим.

## Зауваги
1. ↑  У другому виданні книги «Хроніка європейської Сарматії» / Упорядкування та переклад з польської о. Юрія Мицика в іменному покажчику на С. 953 його помилково названо Михайлом; у тексті його згадано на С. 764 без імені як Бучацького.
2. ↑  наведена Барончом інформація, що Микола Радзивил «Чорний» мав уряд гетьмана великого литовського, не підтверджується сучасними дослдіниками